# Phalanta alcippe
Phalanta alcippe är en fjärilsart som beskrevs av Pieter Cramer 1782. Phalanta alcippe ingår i släktet Phalanta och familjen praktfjärilar. Inga underarter finns listade i Catalogue of Life.

## Bildgalleri

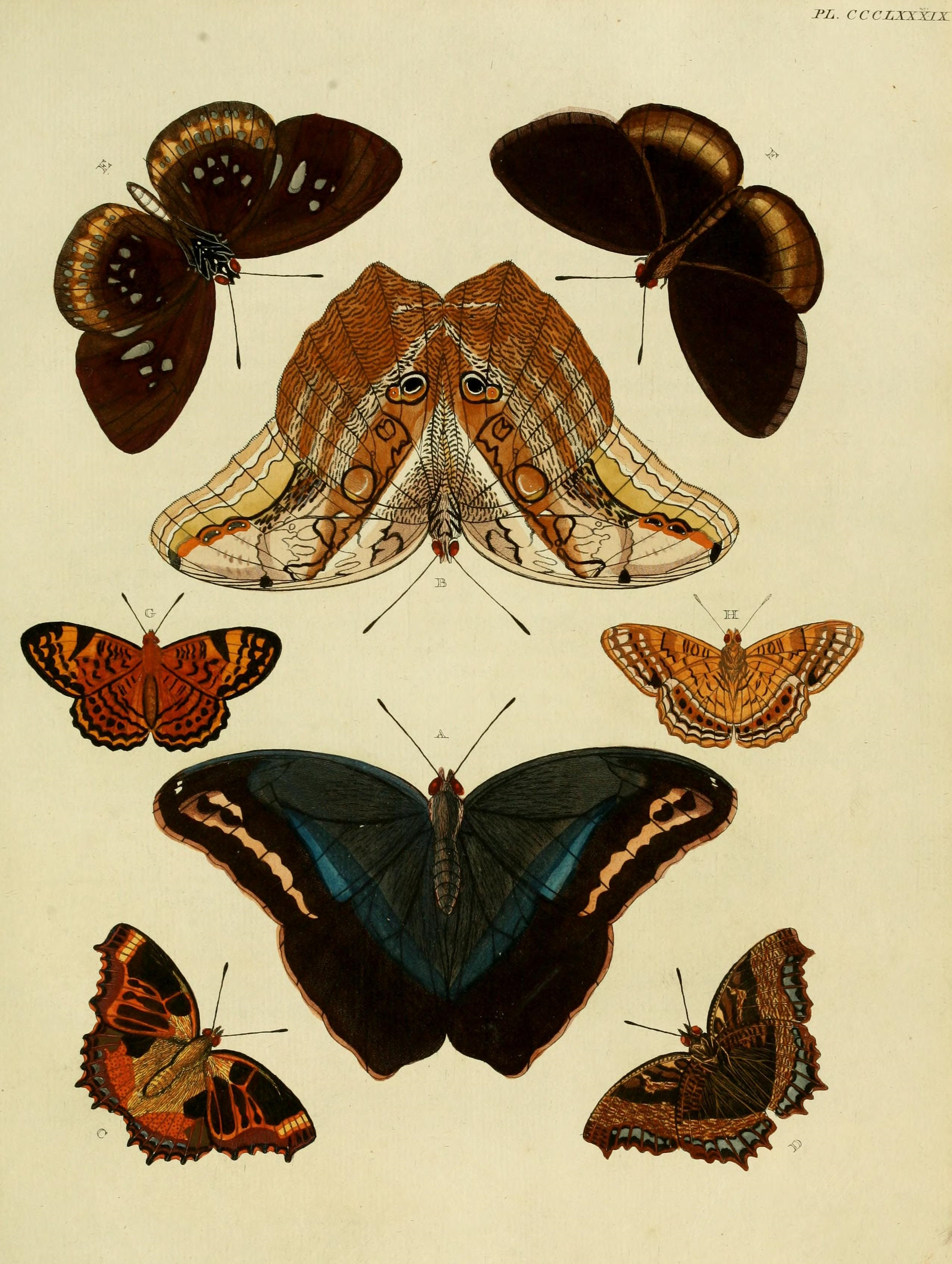